# آکویلا ای۲۱۰
آکویلا ای۲۱۰ (به انگلیسی: Aquila_A_210) یک هواگرد ملخ‌پیشین تک‌موتوره از نوع هواگرد سبک ساخت شرکت Aquila Aviation by Excellence است. هواگرد آکویلا ای۲۱۰ نخستین پروازش را در ۵ مارس ۲۰۰۰ میلادی انجام داد. در مجموع، تعداد ۱۲۰ فروند از این هواگرد ساخته شده‌است.